# Nordskov (Gestelev Sogn)
 For alternative betydninger, se Nordskov. (Se også artikler, som begynder med Nordskov)
Nordskov er en hovedgård der ligger i Gestelev Sogn, Sallinge Herred, Ringe Kommune. Den nævnes første gang i 1495. Hovedbygningen er opført i 1700 og ombygget i 1901-1918.
Nordskov Gods er på 360,7 hektar.

## Ejere af Nordskov
- (1495-1522) Joachim Bast
- (1522-1550) Algud Pedersen
- (1550-1556) Abel Fikke gift Pedersen
- (1556-1565) Kirsten Algudsdatter Pedersen gift Akeleye
- (1565-1580) Knud Mikkelsen Akeleye
- (1580-1604) Gabriel Knudsen Akeleye
- (1604-1628) Hans Aschersleben / Jørgen Aschersleben
- (1628-1646) Claus Brockenhuus
- (1646-1676) Peder Clausen Brockenhuus
- (1676-1680) Eiler Pedersen Brockenhuus / Claus Pedersen Brockenhuus nr2
- (1680-1689) Claus Pedersen Brockenhuus
- (1689-1690) Kronen
- (1690-1694) Hans Schrøder von Løwenhielm
- (1694-1696) Frederik Eiler Gjedde
- (1696-1706) Frederik Caisen von Ahlefeldt (døde 1706)
- (1706-1749) Christian Frederik Frederiksen von Ahlefeldt (døde 1749)
- (1749-1750) Regitse Sophie Güldencrone gift (1) von Ahlefeldt (2) Kaas
- (1750-1751) Henrik Bielke Kaas
- (1751-1759) Peter Bernhard Wolfrath
- (1759-1789) Slægten Wolfrath
- (1789-1802) Adam Mogens Holger von Lüttichau
- (1802-1835) Frederik Jørgen Sehested
- (1835-1857) Hans Kruuse
- (1857-1891) Johannes Kruuse
- (1891-1899) Enkefrue Kruuse
- (1899-1900) Enkefrue Kruuses dødsbo
- (1900-1933) Frederik Sporon-Fiedler
- (1933-1951) Enkefrue Anna Sophie Holm gift Sporon-Fiedler
- (1951-1955) Ivar Christian Frederik Sporon-Fiedler
- (1955-1967) Enkefrue Annelise Sporon-Fiedler født Hansen
- (1967-1974) Alfred Nielsen
- (1974-1997) Erik Nielsen
- (1997-) Claus Nielsen